# Gehrenberg (Feuchtwangen)
Gehrenberg ist ein Gemeindeteil der Stadt Feuchtwangen im Landkreis Ansbach (Mittelfranken, Bayern). Gehrenberg liegt in der Gemarkung Breitenau.

## Geographie
Das Dorf liegt etwa 51⁄4 km nordnordöstlich der Stadtmitte von Feuchtwangen auf dem rechten Hang einer sich südöstlich streckenden Bergzunge, die vom kurzen Tal des Bieberbachs rechts und dem Flusstal der ihn aufnehmenden, südlich laufenden Sulzach links begrenzt wird. Zu Füßen des Ortes entsteht ein Mühlgraben genannter Bach, der über die Krobshäuser Mühle nach Osten der Sulzach zuläuft. Im Süden liegen die Flurgebiete Mehlfeld und Kappelfeld. Die Kreisstraße AN 36 führt nach Breitenau (2 km westlich) bzw. nach Krobshausen zur Bundesstraße 25 (1,5 km östlich).

## Geschichte
Gehrenberg lag im Fraischbezirk des ansbachischen Oberamtes Feuchtwangen. Im Jahr 1732 bestand der Ort aus 15 Anwesen mit 16 Mannschaften und einem Gemeindehirtenhaus. Die grundherrlichen Ansprüche verteilten sich auf folgende feuchtwangischen Ämter:
- Stiftsverwalteramt Feuchtwangen: 2 Höfe, 1 Hof mit doppelter Mannschaft, 1 Halbhof, 3 Gütlein;
- Klosterverwalteramt Sulz: 3 Güter;
- Kastenamt Feuchtwangen: 3 Gütlein, 1 Häuslein; 1 Gut, dessen Abgaben an die Pfarrei Oberampfrach flossen.[5] An den Verhältnissen änderte sich bis zum Ende des Alten Reiches nichts.[6][7] Von 1797 bis 1808 unterstand der Ort dem Justiz- und Kammeramt Feuchtwangen.

Mit dem Gemeindeedikt (frühes 19. Jahrhundert) wurde Gehrenberg dem Steuerdistrikt und der Ruralgemeinde Breitenau zugeordnet. Im Zuge der Gebietsreform in Bayern wurde diese am 1. Januar 1972 nach Feuchtwangen eingemeindet.

### Baudenkmal
- Breitfeld: Steinkreuz, mittelalterlich; ca. 700 m außerhalb des Ortes nördlich der Straße nach Breitenau.[9]

### Einwohnerentwicklung
| Jahr      | 001818 | 001840 | 001861 | 001871 | 001885 | 001900 | 001925 | 001950 | 001961 | 001970 | 001987 |
| Einwohner | 90     | 122    | 100    | 106    | 89     | 88     | 81     | 122    | 89     | 100    | 87     |
| Häuser    | 17     | 18     |        |        | 19     | 18     | 17     | 16     | 17     |        | 23     |
| Quelle    | [ 11 ] | [ 12 ] | [ 13 ] | [ 14 ] | [ 15 ] | [ 16 ] | [ 17 ] | [ 18 ] | [ 19 ] | [ 20 ] | [ 1 ]  |

## Religion
Der Ort ist seit der Reformation evangelisch-lutherisch geprägt und bis heute nach St. Stephan (Breitenau) gepfarrt. Die Einwohner römisch-katholischer Konfession sind nach St. Ulrich und Afra (Feuchtwangen) gepfarrt.